# Jurij Senkjevič
Jurij Alexandrovič Senkjevič (4. března 1937 – 25. září 2003) byl sovětský lékař a vědec. Byl kandidátem věd. Nejvíce se proslavil účastí na expedici Thora Heyerdahla, kdy se plavil na lodi Ra.
Narodil se ruským rodičům v Mongolsku. V roce 1960 absolvoval Vojenskou lékařskou akademii v Leningradu. Po dokončení studií se stal vojenským lékařem. Od roku 1962 pracoval v moskevském Ústavu letecké a kosmické medicíny ministerstva obrany. V roce 1965 byl vybrán jako člen druhé lékařské skupiny kosmonautů pro dlouhotrvající lety lodí Voschod. Všechny tyto lety byly ale následně zrušeny a přednost dostal sovětský lunární program. Senkjevič i jeho dva kolegové byli brzy propuštěni. Pokračoval proto v kariéře na moskevském pracovišti. V letech 1966–1967 se zúčastnil expedice na polární stanici Vostok.
V roce 1969 ho pozval Thor Heyerdahl k účasti na plavbě na papyrusové lodi Ra, následně v roce 1970 i na lodi Ra II. Účastnil se i Heyerdahlovy třetí expedice, když s lodí Tigris pluli přes Indický oceán.
V roce 1973 začal pracovat pro sovětskou televizi jako moderátor pořadu Klub cestovatelů. Během 30 let navštívil více než 200 zemí. Za svůj přínos vědě obdržel v roce 1997 cenu Ruské akademie věd.
Jeho syn Nikolaj rovněž působí pro ruskou televizi.

## Vyznamenání

### Ruská a sovětská vyznamenání
- Řád Za zásluhy o vlast IV. třídy – 6. května 2000 – za zásluhy o stát, aktivní výzkum a vzdělávací aktivity[3]
- Řád přátelství mezi národy – 1979
- Řád odznaku cti – 1982
- Medaile 100. výročí narození Vladimira Iljiče Lenina
- Jubilejní medaile 20. výročí vítězství ve Velké vlastenecké válce 1941–1945
- Jubilejní medaile 300 let ruského námořnictva
- Pamětní medaile 850. výročí Moskvy
- Medaile Veterán ozbrojených sil SSSR
- Medaile 40. výročí Ozbrojených sil SSSR
- Medaile 50. výročí Ozbrojených sil SSSR
- Medaile 60. výročí Ozbrojených sil SSSR
- Medaile 70. výročí Ozbrojených sil SSSR
- Medaile Za bezchybnou službu I. třídy
- Medaile Za bezchybnou službu II. třídy
- Medaile Za bezchybnou službu III. třídy

### Zahraniční vyznamenání
- Řád za zásluhy – Egypt
- velkodůstojník Řádu Ouissam Alaouite – Maroko